# .30 Carbine

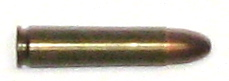
30 Carbine

.30 Carbine (7.62×33mm) je bezokrajový náboj se středovým zápalem použitý ve zbrani M1 carabine.

## Historie
V roce 1940 se rozhodla americká armáda vyhlásit soutěž na novou pušku, která by poskytovala větší palebnou sílu a dostřel než M1911A1 a zároveň by byla lehčí než M1 Garand nebo Thompson. Konstrukcí náboje pro chystanou zbraň byla pověřena zbrojovka Winchester. Při konstrukci Winchester vycházel ze staršího náboje .32 Winchester Self-Loading použitého ve zbrani Winchester Model 1905, u kterého byl použit lehčí projektil a větší množství modernějšího bezdýmého prachu.
- hmotnost projektilu: 7,12 g
- energie střely 1,311 J
- počáteční rychlost střely: 578 m/s [1]